# Či-fang Waj-ťi
Či-fang Waj-ťi (čínsky: 職方外紀; pchin-jin: Zhifang Waiji; dos: „Záznam cizích zemí“) byl atlas sepsaný několika italskými jezuity v čínské říši Ming na počátku sedmnáctého století. Jméno doslova odkazuje na země mimo působnost Či-fang Si, císařské kartografické kanceláře. Byl to první podrobný atlas globální geografie dostupný v čínštině.

## Autorství
Západní kartografii přivedl do Číny na konci 16. století Matteo Ricci, který v roce 1602 vytvořil Kchun-ju Wan-kuo Čchü-tu, první čínskou mapu světa. Císař Wan-li, který si Ricciho mapu objednal, následně nařídil Ricciho kolegům Diegu de Pantoja a Sabatinovi de Ursis, aby vyrobili knihu vysvětlující geografii nových zobrazených  zemí; jejich dílo nakonec upravil, zpracoval a revidoval Giulio Aleni. V roce 1623 byla kniha konečně vydána Jangem Tching-junem v Chang-čou a o tři roky později byla znovu vydána v revidovaném vydání ve Fu-ťienu.

## Obsah
Osm svitků Či-fang Waj-ťi rozděluje svět na pět kontinentů, z nichž každý má samostatné mapy a popisy. Ty jsou pojmenovány jako Asie, Evropa, Libye (Afrika), Amerika a Magellanica (Evropa je pokrytá podstatně více než kterýkoli jiný kontinent). Další sekce pokrývá oceány. Ricciho původní mapa odsunula Čínu na okraj, což mělo za následek poněkud negativní přijetí v čínských odborných kruzích; když Aleni a Jang zveřejnili svou verzi, upravili design tak, aby Čína zabírala střed mapy světa. Díky této malé změna byl Či-fang Waj-ťi populárnější a v důsledku toho měl mnohem delší a širší vliv než Kchun-ju Wan-kuo Čchü-tu.

## Kulturní dopad
Či-fang Waj-ťi byl v roce 1631 představen v Koreji Ťe-ungem Tu-wonem, který ho dostal darem od jezuitského překladatele João Rodriguese.
V Japonsku byla kniha představena během období Edo, ale zpočátku byla zakázána kvůli svému křesťanskému náboženství autora. Zákaz byl zmírněn v roce 1720, aby bylo možné kupovat a prodávat díla, která se přímo netýkala křesťanství. Navzdory skutečnosti, že bylo vytištěno pouze jedno vydání, byla kniha velice oblíbená.
Velkou část textu znovu použil Ferdinand Verbiest v roce 1674 pro své Kchun-ju Tchu-šuo (Vysvětlení mapy světa). Text byl také přetištěn v řadě sbírek, včetně Li Či-caově Sbírce nebeských studií, Si-kchu Čchüan-šu a řadě encyklopedií z 19. a počátku 20. století.